# Waltz for Debby (álbum de 1962)
Waltz for Debby es un álbum en vivo por el pianista y compositor de jazz Bill Evans y su trío, conformado por el bajista Scott LaFaro y el baterista Paul Motian. Fue publicado en 1962.

## Antecedentes
El álbum fue el cuarto y último esfuerzo de la unidad: LaFaro murió en un accidente automovilístico solo diez días después de la fecha en vivo en Village Vanguard de la que se grabaron Waltz for Debby y su predecesor, Sunday at the Village Vanguard. La pérdida de LaFaro golpeó duramente a Evans y entró en una breve reclusión. Cuando Evans volvió al formato de trío más tarde en 1962, fue con Motian y el bajista Chuck Israels.
La canción que da nombre al álbum, un retrato musical de la sobrina de Evans, se convirtió en un elemento básico de su repertorio en vivo en años posteriores. Apareció originalmente como una solo de piano en el álbum debut de Evans, New Jazz Conceptions.
La reedición en CD del álbum contiene varias tomas descartadas. Las grabaciones de todo el día se publicaron en 2006 como The Complete Village Vanguard Recordings, 1961.

## Recepción de la crítica
Thom Jurek, escribiendo para AllMusic, comentó: “Si bien el álbum Sunday at the Village Vanguard se centró en material en el que LaFaro actuó en solitario de manera prominente, este es mucho más un retrato del trío en esas fechas... De las muchas grabaciones que Evans publicó, las dos fechas de Vanguard y Explorations son las máximas expresiones de su trío legendario”. C. Michael Bailey de All About Jazz dijo, “junto con el bajista prodigio Scott LaFaro y el baterista Paul Motian, Evans perfeccionó su visión democrática de la cooperación del trío, donde todos los miembros actuaron con perfecta empatía y telepatía... Son estas actuaciones, actualmente disponibles como Sunday at The Village Vanguard y Waltz for Debby, que componen la mejor grabación en vivo de jazz número uno en esta serie actual”.

## Lista de canciones
| Lado uno |                            |                                      |          |  |
| N.º      | Título                     | Escritor(es)                         | Duración |  |
| 1.       | «My Foolish Heart»         | Victor Young, Ned Washington         | 4:56     |  |
| 2.       | «Waltz for Debby» (Take 2) | Bill Evans, Gene Lees                | 6:54     |  |
| 3.       | «Detour Ahead» (Take 2)    | Lou Carter, Herb Ellis, Johnny Frigo | 7:35     |  |

| Lado dos |                       |                                               |          |  |
| N.º      | Título                | Escritor(es)                                  | Duración |  |
| 1.       | «My Romance» (Take 1) | Richard Rodgers, Lorenz Hart                  | 7:11     |  |
| 2.       | «Some Other Time»     | Leonard Bernstein, Betty Comden, Adolph Green | 5:02     |  |
| 3.       | «Milestones»          | Miles Davis                                   | 6:37     |  |

## Créditos y personal
Créditos adaptados desde las notas de álbum de Waltz for Debby.
The Bill Evans Trio
- Bill Evans – piano
- Scott LaFaro – contrabajo
- Paul Motian – batería

Personal técnico
- Orrin Keepnews – productor
- Dave Jones – ingeniero de audio
- Joe Goldberg – notas de álbum

Diseño
- Ken Deardoff – diseño de portada
- Don Silverstein – fotografía